# Eulalia villosa
Eulalia villosa là một loài thực vật có hoa trong họ Hòa thảo. Loài này được (Spreng.) Nees mô tả khoa học đầu tiên năm 1841.